# Processo di Nikolaev
Il processo di Nikolaev fu uno dei processi sovietici del dopoguerra contro gli stranieri accusati di aver commesso dei crimini di guerra durante la seconda guerra mondiale.
Il tribunale di Nikolaev mise sotto processo 9 militari tedeschi guidati dal generale Herman Winkler, accusati dei crimini di guerra commessi sul territorio dell'oblast' di Nikolaev nella RSS Ucraina durante l'occupazione: le distruzioni a Nikolaev prima della ritirata, il massacro dei prigionieri di guerra sovietici e della popolazione civile (compresi ebrei e zingari), il trasferimento forzato della popolazione civile in Germania. Winkler fu accusato dei crimini commessi a Kiev, Berg dei crimini in Bessarabia e in Crimea. Tutti gli imputati furono giudicati colpevoli e condannati: 7 persone (incluso Winkler) furono impiccate pubblicamente a Nikolaev e due condannate ai lavori forzati.

## Denominazione
"Processo di Nikolaev" è il nome usato nella letteratura storica, in particolare da Dmitrij Astaškin. Nei giornali sovietici del 1946 fu usato il titolo: "Il processo per le atrocità degli invasori nazisti sulle montagne. Regione di Nikolaev e Nikolaev ".

## Contesto storico

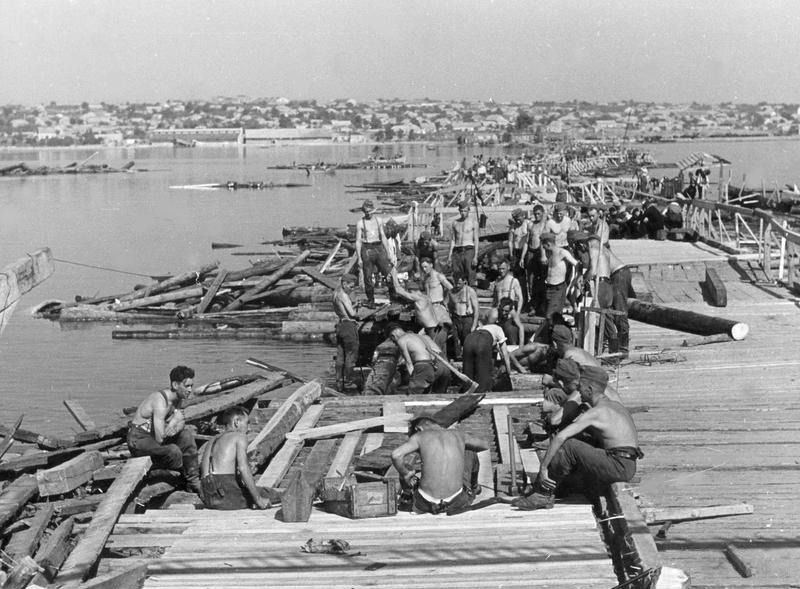
Truppe tedesche attraversano il Bug meridionale vicino a Nikolaev, agosto 1944.

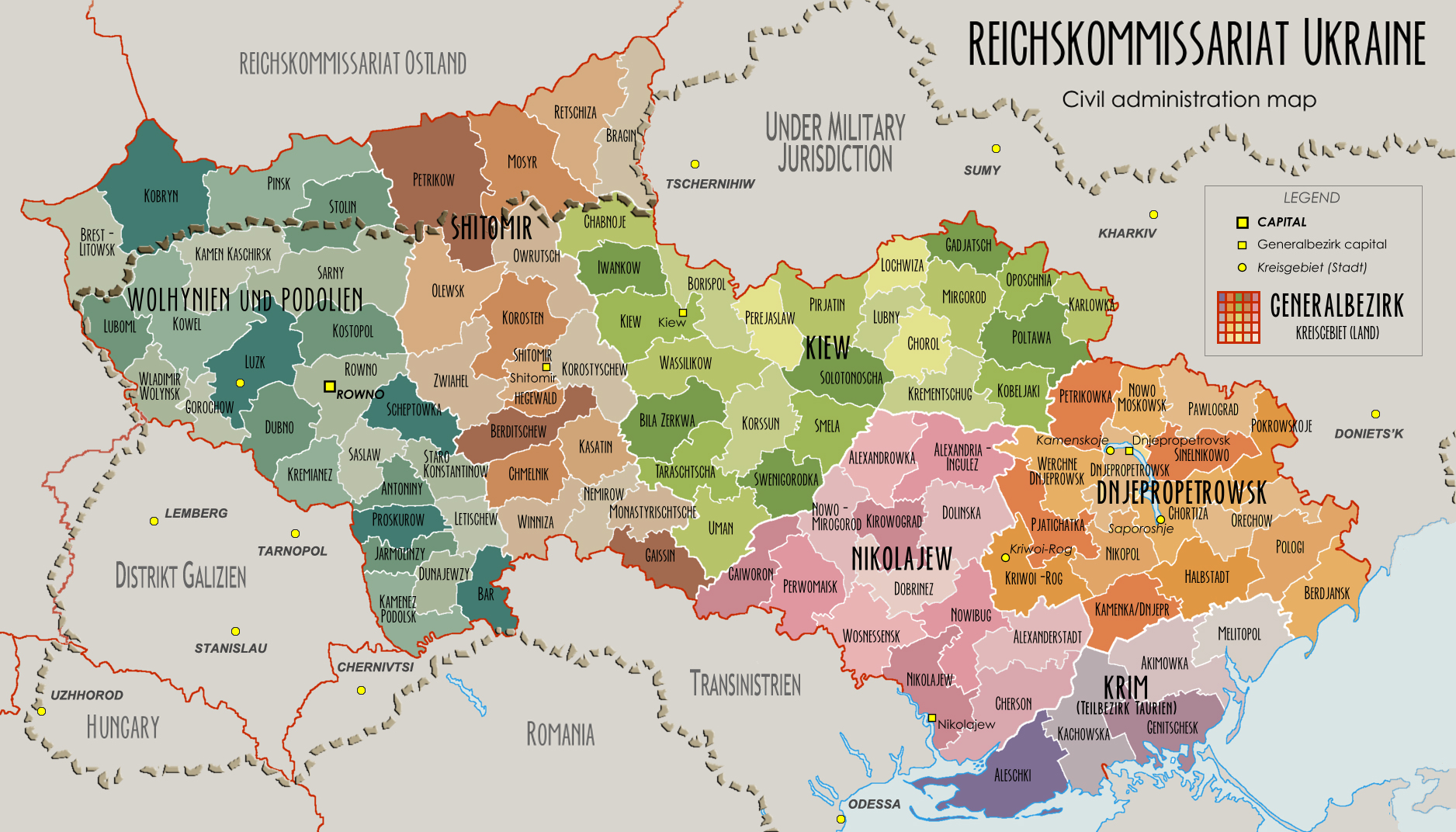
Distretto generale di "Nikolaev" sulla mappa del Reichskommissariat Ukraine.

Nikolaev fu occupata il 16 agosto 1941, quando le unità dell'11ª armata della Wehrmacht entrarono in città. Tutti i grandi insediamenti della regione furono occupati tra il 1º e il 27 agosto 1941.
Nell'estate del 1941 fu portata avanti un'evacuazione parziale della popolazione presente nella regione e per questo motivo la popolazione fu notevolmente ridotta, passando dalle 167.108 persone iniziali alle 84.213 persone del 28 maggio 1942.
Durante l'occupazione, il territorio della regione fu diviso amministrativamente in due parti:
- Il Distretto Generale di «Nikolaev» inglobato nel Reichskommissariat Ukraine. Comprese le regioni orientali di Nikolaev con la città stessa, la riva sinistra delle regioni di Cherson e Kirovograd. L'area del distretto generale si estese per 466.860 km² con una popolazione di 1.960.853 persone, fu suddivisa in 13 contee, 60 distretti e tre commissariati statali (Nikolaev, Cherson e Kirovograd). Il potere appartenne al commissario generale, nominato direttamente da Hitler;
- Il Governatorato di "Transnistria", dal 1941 comprese i distretti occidentali (a ovest del Bug meridionale) dell'Oblast' di Nikolaev e fu posto sotto l'amministrazione rumena. Il 26 gennaio 1944 l'amministrazione civile rumena fu liquidata e il 21 marzo 1944 l'intero territorio passò sotto il diretto controllo militare tedesco.

Nonostante la differenza amministrativa della regione, le autorità tedesche intervennero anche nell'amministrazione della Transnistria: 
- la numerosa popolazione tedesca della Transnistria (più di 130.000 persone) fu separata dalla giurisdizione rumena. I Volksdeutsche della Transnistria furono sotto la giurisdizione del Comando Speciale "P" (Sonderkommando R Russland), che a sua volta fece parte della Direzione generale del benessere dei tedeschi etnici (VoMi).[6]
- Negli ultimi mesi dell'occupazione, il commissario generale tedesco di Nikolaev inviò delle istruzioni all'amministrazione rumena della Transnistria dove chiese  di fornire un certo numero di civili per i lavori forzati: il 25 ottobre 1943, il commissario generale chiese di fornire immediatamente 500 persone da inviare in Germania.[7]

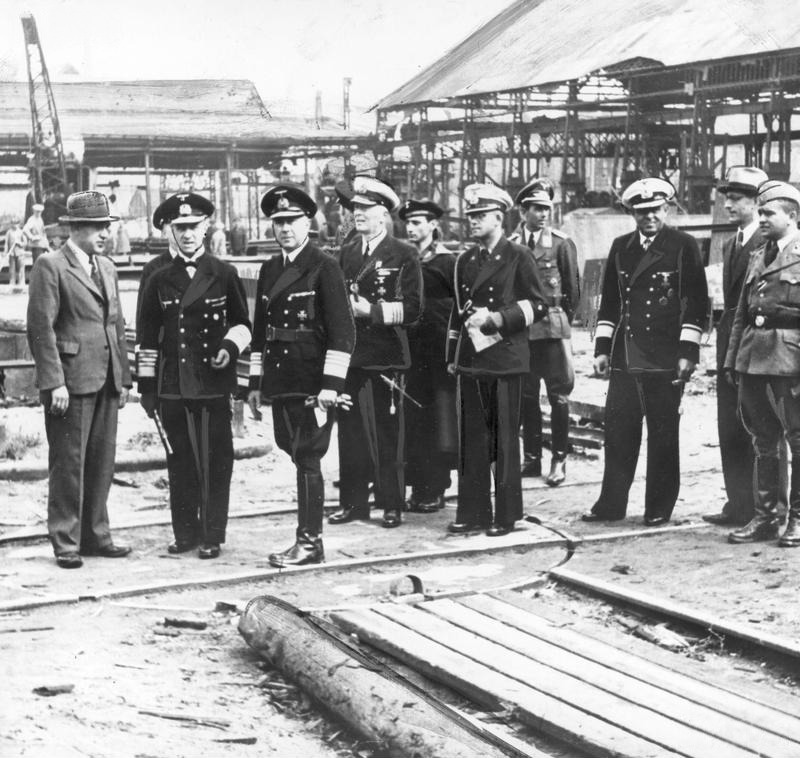
Erich Raeder, comandante in capo della Kriegsmarine, visita il cantiere navale di Nikolaev nel 1942.

Fino alla fine del 1943, il regime di occupazione rumeno fu nettamente diverso da quello tedesco. Nella prima metà del 1943, molti residenti di Nikolaev attraversarono il Bug meridionale per evitare di essere deportati in Germania, la maggior parte di questi fuggitivi furono detenuti dalla gendarmeria rumena nei pressi del villaggio di Varvarovka, ma le autorità rumene non consegnarono ai tedeschi i cittadini sovietici arrestati, al contrario li inviarono nei comuni agricoli della regione di Izmaïl.
A Nikolaev prima della guerra esistevano due grandi stabilimenti di costruzione navale dell'URSS modernizzati negli anni '30. Il secondo giorno dopo l'occupazione di Nikolaev, queste imprese furono dichiarate proprietà della Germania e rinominate in "Cantiere navale del Nord" e "Cantiere navale del Sud". A Nikolaev fu creata una base navale tedesca sul Mar Nero e, per fornirgli manodopera, fu creato un campo di prigionia nelle vicinanze di Severnaja Verf' in grado di contenere 30.000 persone, lo Stalag 364. In questo modo le autorità di occupazione tedesche ripristinarono l'operatività dell'industria cantieristica di Nikolaev. Nel maggio 1942, a tutto il personale dei cantieri navali (compresi quelli nei territori occupati dai rumeni) fu ordinato di tornare al lavoro.

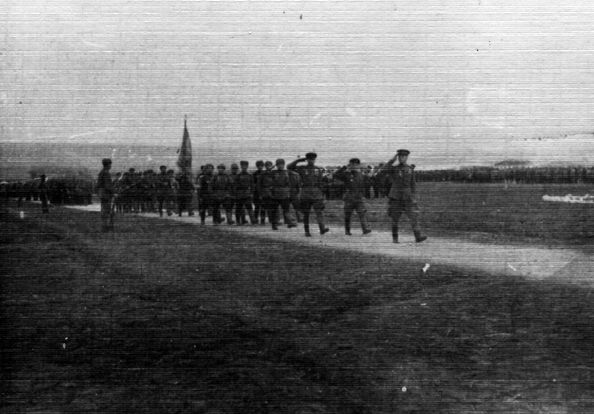
L'Armata Rossa entra a Nikolaev il 28 marzo 1944.

Alla fine di luglio 1943, secondo l'ordine n. 193 del commissario generale Ewald Oppermann, tutte le donne disoccupate nate nel periodo dal 1896 al 1926 dovettero sottoporsi ad una visita medica preliminare e restare a disposizione delle industrie. L'esportazione della forza lavoro da Nikolaev nel periodo 1942-1943 fu minima, il 20 maggio 1942 furono riuniti circa 40 operai del "Cantiere navale del Sud" e furono informati del loro trasferimento alle imprese di costruzioni navali di Brema. Secondo lo storico Černjavskij, il 58,6% della forza lavoro esportata da Nikolaev in Germania nel 1942 era composta da operai specializzati.

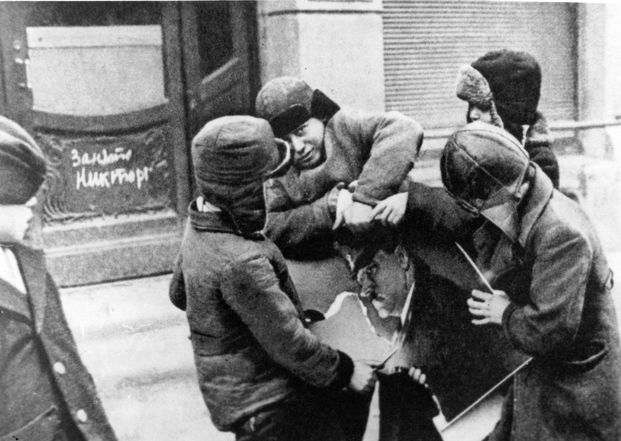
I bambini strappano un ritratto di Adolf Hitler dopo la liberazione di Nikolaev, nel 1944.

A Cherson, la politica attuata delle autorità tedesche fu diversa. I tedeschi deportarono i lavoratori in Germania. Nel maggio 1943, a Cherson e nel suo distretto, 323 lavoratori (di cui 292 operai dell'industria) furono trasferiti in Germania. Nello stesso periodo si diffuse la pratica del trasferimento della manodopera da Cherson a Nikolaev: circa 5.000 persone (cioè il 6% della popolazione di Nikolaev) furono dirottate direttamente da Nikolaev. Durante il periodo dell'occupazione, furono deportate 15.000 persone (circa il 25% della popolazione) da Cherson.
Nikolaev fu liberata tra il 26 e il 28 marzo 1944 durante l'operazione Odessa. Tutti i grandi insediamenti della regione di Nikolaev furono liberati entro il 31 marzo 1944. L'occupazione nazista della regione di Nikolaev durò circa 2 anni e mezzo e durante questo periodo, secondo la Commissione di Stato straordinaria, sul territorio della regione di Nikolaev furono uccisi 30.699 prigionieri di guerra sovietici e 74.662 civili, mentre 25.884 persone furono costrette alla schiavitù tedesca. Nel 2013, lo storico Černjavskij fornì dei numeri più alti rispetto ai deportati in Germania per i lavori forzati nel periodo 1942-1944: 45.507 persone dalla regione di Nikolaev e 37.409 persone dalla regione di Cherson. Prima della ritirata della Wehrmacht si verificò la deportazione più numerosa: nel marzo 1944, quasi tutto il personale degli stabilimenti portuali, di costruzione e di riparazione navale di Nikolaev fu portato in Romania e Germania.

## Raccolta delle prove

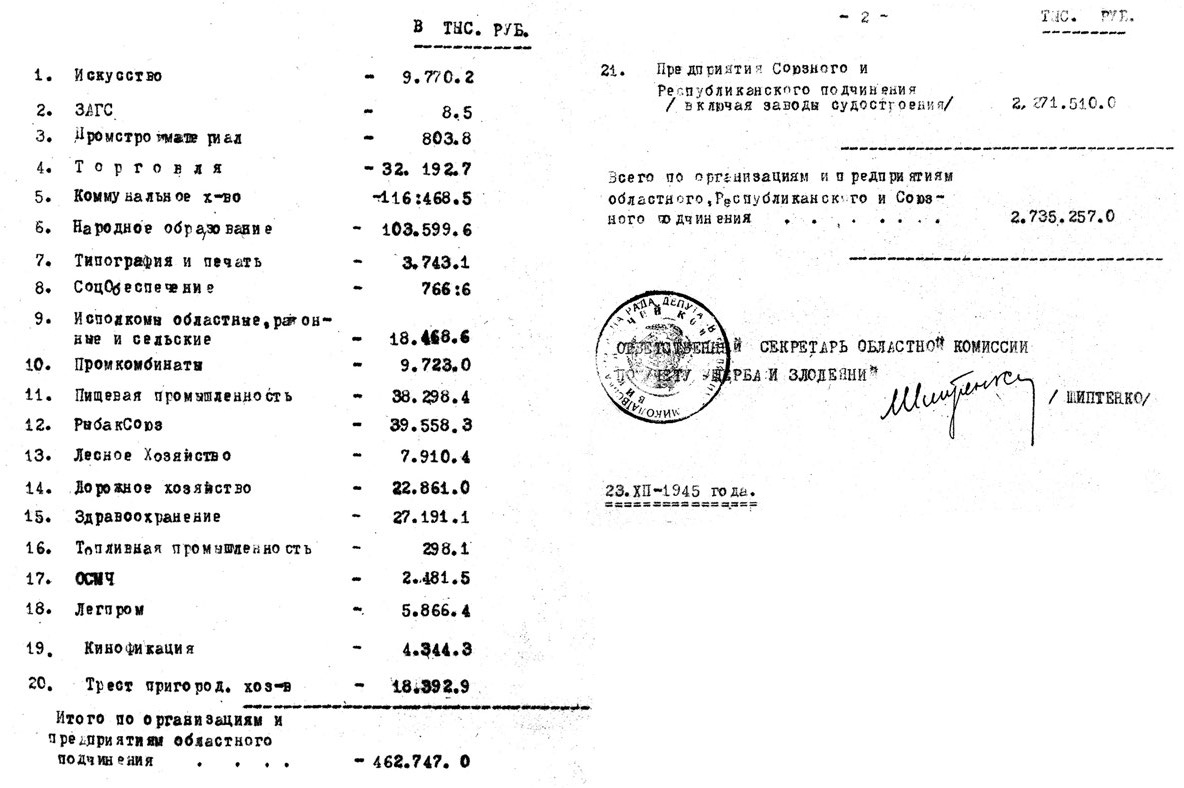
Bilancio consolidato dei danni causati dall'occupazione della regione di Nikolaev. Compilato dalla Commissione regionale di Nikolaev, 23 dicembre 1945.

La raccolta delle prove dei crimini di guerra durante l'occupazione iniziò poco dopo la liberazione, già il 22 aprile 1944 fu costituita la Commissione regionale di Nikolaev: subordinate alla Commissione regionale di Nikolaev, le commissioni locali intervistarono i testimoni e documentarono i dati sul numero delle persone uccise e sui danni materiali causati dall'occupazione. Già il 28 aprile 1944, fu redatto un atto della commissione cittadina sui danni causati a Nikolaev: come risultato del lavoro della commissione furono realizzati dei resoconti consolidati sui danni causati durante il periodo di occupazione.
Il 21 novembre 1945, il Politburo del Comitato Centrale del Partito Comunista adottò una risoluzione sullo svolgimento dei processi aperti contro i criminali di guerra in 8 città dell'URSS dove fu necessario preparare il materiale investigativo per istruire il processo entro il 15 dicembre 1945.
Il 30 novembre 1945, una direttiva firmata da Kruglov, Kobulov e Abakumov fu inviata ai commissari popolari per gli affari interni e la sicurezza dello Stato Rjasnoj e Savčenko, in cui fu riferito che, in merito alla "direttiva delle autorità" di Kiev e Nikolaev, "si terranno dei processi aperti contro un gruppo di ex militari dell'esercito tedesco e delle autorità tedesche condannati per atrocità contro i cittadini sovietici". La lettera fu registrata presso la segreteria dell'NKVD della RSS Ucraina il 3 dicembre 1945, specificando:
- i termini dell'indagine e del processo. In particolare, le indagini avrebbero dovuto concludersi prima del 5 gennaio 1946 e il processo sarebbe iniziato il 10 gennaio 1946;
- il presidente del tribunale militare del distretto militare di Odessa, il colonnello Zonov e come Pubblico Ministero il procuratore delle truppe NKVD del distretto ucraino, il colonnello Semaško.

La lettera sottolineò il "significato politico speciale" del processo di Nikolaev, in relazione al quale "mobilitare tutte le opportunità disponibili per garantire un alto livello di preparazione investigativa e del processo stesso". "Per fornire assistenza pratica", arrivò un gruppo di 10 persone da Mosca (lavoratori operativi dell'NKVD e dell'NKGB dell'URSS e della direzione principale dello SMERŠ) guidato dal capo del 1° dipartimento della direzione operativa della direzione principale dei prigionieri di guerra e degli internati dell'NKVD dell'URSS, il generale Drozdov.
La lettera indicò anche la necessità di conoscere il piano di Chruščëv:
Dopo aver ricevuto la lettera, l'intero ambito del lavoro investigativo-operativo e sotto copertura fu affidato al dipartimento operativo della direzione per i prigionieri di guerra e internati dell'NKVD della RSS Ucraina, guidato dal colonnello Khoruzhenko. In un telegramma inviato al capo della direzione operativa da Kiev del 9 dicembre 1945 e firmato dal vice commissario popolare per gli affari interni della RSS Ucraina Loburenko, in merito alla preparazione del processo fu riportato quanto segue:
Inizialmente fu previsto il processo a 10 prigionieri di guerra. Durante le indagini, Richard Bartmus (in servizio dal novembre 1941 al novembre 1942 nella polizia di sicurezza di Nikolaev) fu sostituito da Fott, funzionario della gendarmeria di Nikolaev. Il commissario del popolo agli affari interni Rjasnoj motivò questa sostituzione con la mancanza di prove:
Anche Fott non figurò tra gli imputati del processo Nikolaev, durante l'indagine furono interrogati più di 100 testimoni, furono effettuati degli esami e anche confronti faccia a faccia. Il 21 dicembre 1945, Loburenko telegrafò a Kruglov lo stato di avanzamento delle indagini:

## Composizione del tribunale
Il caso fu esaminato dal tribunale militare di Odessa composto dal colonnello Zonov in qualità di Presidente, e dal colonnello Michno con il tenente colonnello Mešev come membri della corte.

### Gli imputati e le accuse a loro carico

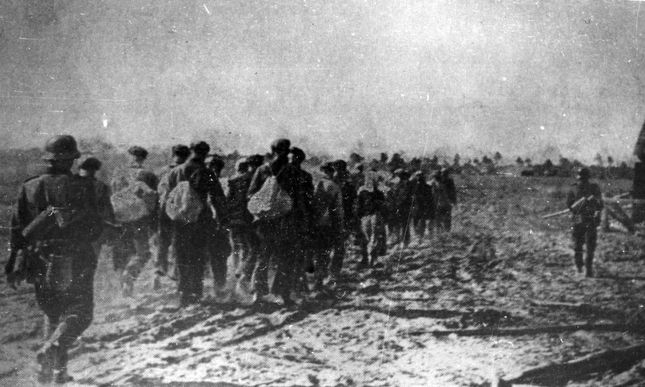
Deportazione degli abitanti della regione di Nikolaev in Germania, 1943

9 soldati tedeschi si presentarono davanti al tribunale (di cui 1 SS):
- Herman Winkler, generale e comandante militare di Nikolaev. Ridusse la popolazione in schiavitù, tra cui 3.000 lavoratori qualificati, guidò la distruzione degli edifici e costrinse gli abitanti al lavoro forzato. Nel marzo 1944 emanò un ordine secondo cui tutti i cittadini che avessero resistito alla deportazione in Germania sarebbero stati dichiarati partigiani e quindi fucilati.
- Hans Sandner, SS-Obersturmführer, capo della polizia di sicurezza e del SD di Nikolaev. Nel settembre 1941 ordinò di fucilare circa 1.000 persone a Kiev. Dal novembre 1941 fu coinvolto anche negli omicidi a Nikolaev: partecipò all'omicidio di 200 pazienti dell'ospedale, ordinò l'esecuzione di 20 medici e 22 membri delle loro famiglie. Sandner nel dicembre 1941 ordinò di fucilare 54 persone nel villaggio di Novo-Aleksandrovka e 200 persone in un campo di prigionia nella regione di Nikolaev. Fu accusato inoltre di torture nonché dello sterminio di ebrei e zingari.
- Max Ludwig Bütner, capo del dipartimento della gendarmeria del distretto generale di Nikolaev. Durante la ritirata dei tedeschi da Nikolaev, mandò a casa 16 scatole di beni saccheggiati (manifatture, scarpe, cibo e un dipinto del Museo d'arte di Nikolaev), ordinò ai suoi subordinati di effettuare repressioni in 13 distretti della gendarmeria, partecipò personalmente alle spedizioni punitive nella regione di Nikolaev. Per ordine di Bütner, a Nikolaev furono arrestate 1.500 persone, di cui un terzo ucciso dal SD. La gendarmeria di Nikolaev, su ordine di Bütner, deportò in Germania circa 50.000 sovietici.
- Fritz Kandler, capo della gendarmeria di Cherson. Per ordine di Kandler furono effettuate delle incursioni dove i catturati furono uccisi dal SD o mandati in schiavitù in Germania. In totale, i gendarmi del distretto di Cherson rapirono più di 8.000 cittadini.
- Rudolf Mikhel, capo della gendarmeria del distretto di Bereznegovac della regione di Nikolaev. Partecipò a esecuzioni, torture e arresti. Deportò in Germania più di mille persone.
- Franz Witzleb, capo della polizia di sicurezza a Nikolaev. Partecipò personalmente all'impiccagione di 10 cittadini sovietici. La polizia a lui subordinata deportò con la forza 10.000 persone in Germania. Coloro che tentarono di resistere furono picchiati e fucilati.
- Heinrich Schmale, vice capo della polizia di sicurezza di Nikolaev. Aiutò a condurre le retate e a uccidere i catturati, anche bruciando le case. Nell'agosto 1943 Schmale partì con la spedizione punitiva di Bütner.
- Robert Berg, sergente maggiore della gendarmeria da campo. Partecipò personalmente alla tortura e all'esecuzione dei civili a Bendery, all'impiccagione di 3 persone di Očakovo, all'esecuzione di 28 operai a Nikolaev, all'esecuzione di 11 prigionieri di guerra a Simferopoli e Bachčisaraj, partecipò nell'esecuzione di 18 persone, compresi i bambini, a Sebastopoli e in altre città.
- Johann Happ, caporale del 783º battaglione di sicurezza. Partecipò allo sterminio di massa di pacifici cittadini sovietici e dei prigionieri di guerra, anche torturando e seviziando, uccise 20 persone personalmente.

Alcuni imputati furono accusati di crimini non solo nel territorio della zona di Nikolaev: ad esempio Winkler commise dei crimini a Kiev e Berg in Crimea e Bessarabia. In base alla nazionalità, 7 imputati furono tedeschi, Kandler austriaco di Stockerau e 4 imputati (Witzleb, Sandner, Bütner e Schmale) furono membri del NSDAP.

### Pubblico ministero
L'accusa fu sostenuta da I. F. Semaško.

### Accuse
Tutti gli imputati furono processati secondo il decreto del Presidium del Soviet Supremo dell'URSS del 19 aprile 1943.
Al processo furono interrogati i testimoni ed esaminati numerosi documenti.

### Linea di difesa
Tutti gli imputati, ad eccezione di Schmale, si dichiararono colpevoli dei crimini a loro imputati. Sandner e Berg fornirono le testimonianze più dettagliate. Gli imputati furono difesi da 5 avvocati: Deriterskij, Belostockij, Stepanenko, Bykov, Petincev.
L'avvocato Belostockij disse che Kandler era un austriaco e non gli fu comminata nessuna pena per i suoi crimini. L'avvocato Bykov suggerì che Happ fosse considerato alla pari di un automa, "non avendo il diritto di pensare, né di sentire".

## Aula

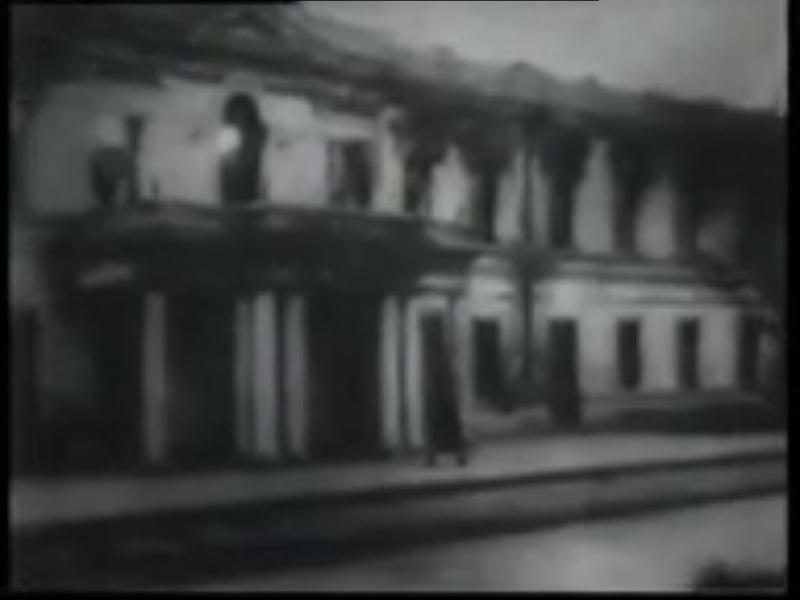
Il teatro distrutto di Nikolaev (fotogramma da un cinegiornale del 1944).

Il processo si svolse nell'omonimo teatro restaurato, in precedenza distrutto per ordine dell'imputato Winkler, il Čkalov. La sala riunì circa 600 persone provenienti da tutta la regione di Nikolaev. Nel rapporto dell'NKVD alla leadership ucraina si annotò che il primo giorno del processo in aula furono presenti "più di 600 lavoratori delle città e delle zone rurali, nonché gli esponenti del partito e dell'Unione Sovietica, oltre ad attivisti e militari".
Gli imputati furono sorvegliati dai militari del reggimento di scorta dell'NKVD, equipaggiati come soldati dell'Armata Rossa e fu intensificato il pattugliamento delle strade di Nikolaev.

## Sentenza
Il 17 gennaio 1946, alle ore 13:00, fu annunciato il verdetto: tutti gli imputati furono giudicati colpevoli, 7 furono condannati all'impiccagione. Kandler e il caporale Happ ricevettero 20 anni di lavori forzati ciascuno.

## Esecuzione della pena
Il 17 gennaio 1946 fu eseguita la sentenza: i condannati a morte furono impiccati pubblicamente alle 17:00 sulla piazza del mercato di Nikolaev. Secondo la direzione dell'NKVD, all'esecuzione assistettero da 65.000 a 70.000 persone. I cadaveri dei giustiziati furono lasciati appesi per due giorni: il 18 e 19 gennaio 1946.

## Copertura mediatica del processo
Il processo fu seguito dalla stampa centrale sovietica: in particolare dai giornali Pravda e Izvestija. Inoltre, gli incontri furono trasmessi dalla radio cittadina e riportati sui giornali locali ("Bugskaja Zarja" e "Pivdenna Pravda"). Il processo fu filmato da tre cameraman per realizzare un documentario.
A volte i rapporti sul processo furono pubblicati sulla stessa pagina dei rapporti sui processi contro i criminali di guerra nell'URSS. In particolare, il 18 gennaio 1946, su una pagina di Izvestia furono pubblicati i messaggi sui processi di Minsk e Nikolaev, e si parlò anche di come si stesse svolgendo il "Processo ai traditori del popolo cecoslovacco a Praga".
Il 18 gennaio 1946 la Pravda pubblicò i resoconti dei processi di Kiev, Minsk e Nikolaev, dei processi contro i criminali giapponesi a Manila (il generale Honma, accusato di crudeltà nei confronti dei prigionieri di guerra americani e filippini) e di Yokohama (il capitano Kaini Hiratsi).

Resoconti del giornale Pravda sul processo di Nikolaev
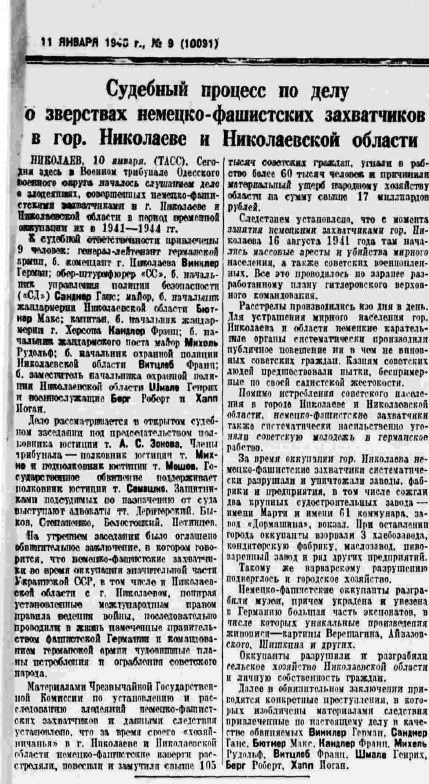
10 gennaio 1946
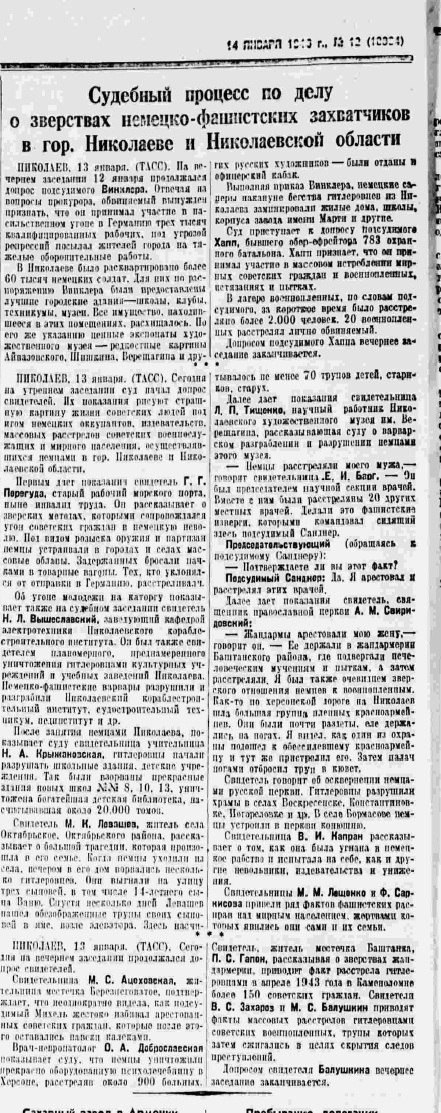
11 gennaio 1946
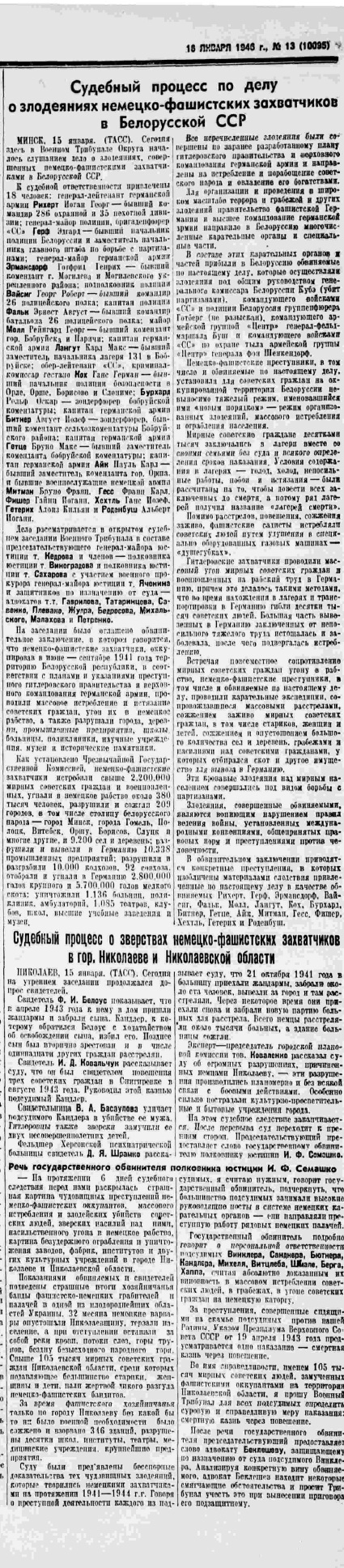
12 gennaio 1946
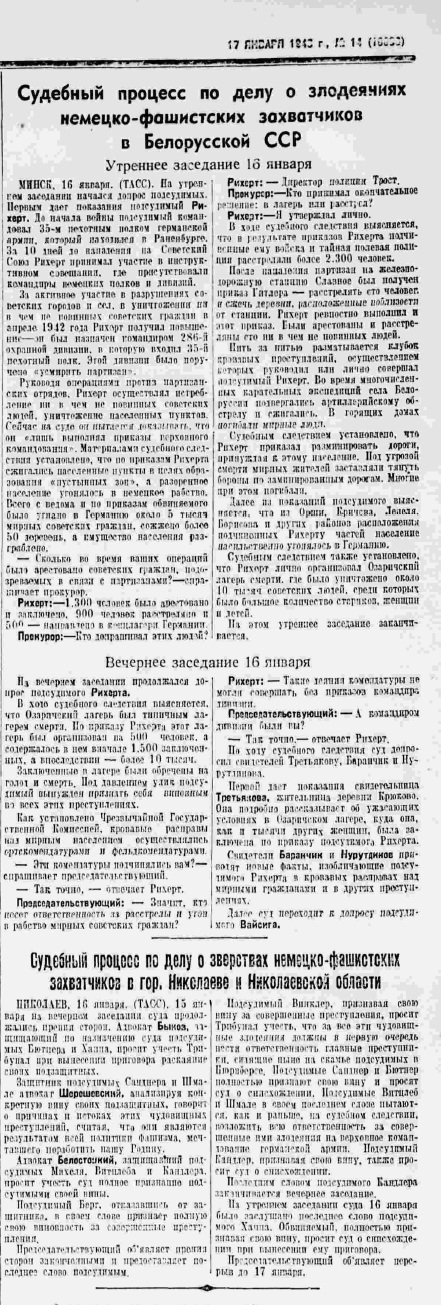
15 gennaio 1946
- 16 gennaio 1946
- 17 gennaio 1946

## L'atteggiamento dei cittadini sovietici nei confronti del processo
I residenti di Nikolaev generalmente sostennero il processo. Loburenko, riferendo sul primo giorno del processo, disse: 
Il colonnello Choruženko, in un memorandum a Rjasnoj (inviato il 16 gennaio 1946) riportò: 
I rapporti degli informatori dell'NKVD furono riportati in un memorandum del 16 gennaio 1946 con le dichiarazioni dei cittadini sovietici che chiesero un'esecuzione più crudele per i condannati del processo: "Qui, in tribunale, mettete due argani, legate una gamba a un argano, l'altra all'altro e fateli a pezzi come animali", "Metterei questi animali in una gabbia, li porterei in giro per la città e li punterei negli occhi con un forcone, e poi li farei sbranare dai cani".
Furono registrate anche le dichiarazioni dei cittadini con parole di simpatia per i condannati, che giustificavano le loro azioni con l'esecuzione degli ordini. In particolare, l'avvocato del 1º Consiglio Legale Apollinarija Kamša  affermò:
Pavel Kirjuchin, caposquadra dello stabilimento n. 444 di Nikolaev durante il periodo dell'occupazione, disse:
L'attrice Marija Semilet parlò dell'esecuzione:
L'amica di Semilet, Marija Prokof'eva, parlò a sua volta dell'esecuzione: